# مارغريت جونسون
مارغريت جونسون (بالإنجليزية: Margaret Johnson)‏ هي عازفة الجاز وعازفة بيانو أمريكية، ولدت في 1919، وتوفيت في 1939.

## وصلات خارجية
- مارغريت جونسون على موقع ميوزك برينز (الإنجليزية)
- مارغريت جونسون على موقع أول ميوزيك (الإنجليزية)
- مارغريت جونسون على موقع ديسكوغز (الإنجليزية)